# Gustav Delle

Gedenktafel für Gustav Delle beim Bezirksamt Hamburg-Wandsbek

Gustav Delle (* 29. September 1880 in Botnang; † 25. April 1945 in Bad Oldesloe) war ein deutscher Politiker der SPD,  seit 1919 Dezernent des Wohlfahrtsamtes und seit 1931 2. Bürgermeister von  Wandsbek

## Leben und berufliche Entwicklung
Nach seiner Schulzeit begann er eine handwerkliche Ausbildung als Maler und war ab 1905 hauptamtlicher Angestellter des Malervereins, einer berufsständischen Vereinigung. Er heiratete die gleichaltrige Luise, geb. Nobes, die ebenfalls aus dem Württembergischen stammte. 1905 wurde die Tochter Grete geboren, die noch zwei Geschwister bekam. 1911 trat Delle in die SPD ein. 1913 zog die Familie von Stuttgart nach Wandsbek, weil er in der Hamburger Zentrale des Malervereins arbeitete. Dieser Verband hat seine Kandidatur zum Stadtverordneten unterstützt, indem sie ihn beurlaubten und er seine Existenzgrundlage nicht aufgeben musste.
Er war Stadtverordneter, seit 1919 hatte er die Position eines besoldeten Stadtrats und Dezernenten für das Wohlfahrtswesen in Wandsbek inne. In diesem Amt erwarb er hohes Ansehen. 1931 kandidierte er erfolgreich zum Zweiten Bürgermeister der Stadt Wandsbek.
Nach der Machtübernahme begannen die Nationalsozialisten die Opposition auszuschalten und Ämter und Positionen mit eigenen Leuten zu besetzen. Am 6. März 1933 wurde Delle kurzfristig in Schutzhaft genommen. Am 28. April 1933 stand die endgültige Wahl des Zweiten Bürgermeisters von Wandsbek an. Die SPD widersetzte sich der Wahl, weil Bürgermeister Delle gar nicht entlassen war. Die Nationalsozialisten versuchten mit juristischen Tricks, Gustav Delle sozusagen unehrenhaft, aus dem Dienst zu entfernen. Es gelang Bürgermeister Ziegler nicht Gustav Delle nach § 2 des Gesetzes zur Wiederherstellung des Berufsbeamtentums zu entlassen. Der Paragraph sah eine Entlassung ohne Pension wegen nicht vorhandener Eignung für das Amt vor. Das preußische Innenministerium erhob im Juli Einspruch. Man konnte Gustav Delles einwandfreie Amtsführung in den 13 Jahren nicht in Zweifel ziehen. Die Stadt musste ihm eine Rente zahlen. Er konnte nur nach § 4 entlassen werden. In diesem Paragraphen hieß es, dass entlassen würde, wer aufgrund seiner „bisherigen politischen Betätigung nicht die Gewähr“ dafür biete, „jederzeit rückhaltlos für den nationalen Staat einzutreten“. Die Entlassung Delles hatte 1934 ein Nachspiel. In einem Brief an den preußischen Innenminister, Hermann Göring, setzt sich der ehemalige Bürgermeister Rodig  mit einer positiven Würdigung für eine Wiederverwendung Delles im Staatsdienst ein. Rodigs Bemühungen waren erfolglos.
Aufgrund der politischen Entwicklung in Wandsbek zog Gustav Delle mit seiner Familie nach Ahrensburg.
Nach dem Attentat vom 20. Juli 1944 wurde Gustav Delle am 22. August 1944 (im Rahmen der Gewitteraktion) festgenommen und am 27. August ins KZ Neuengamme eingewiesen. Experimente mit reinem Salicyl verschlimmerten sein Magenleiden. Körperliche Misshandlungen führten ihn an den Rand des Zusammenbruchs. Am 1. November 1944 wurde er aus dem KZ entlassen. Es war jedoch schon zu spät. Gustav Delle erholte sich nicht mehr. Er starb am 25. April 1945 in Bad Oldesloe.

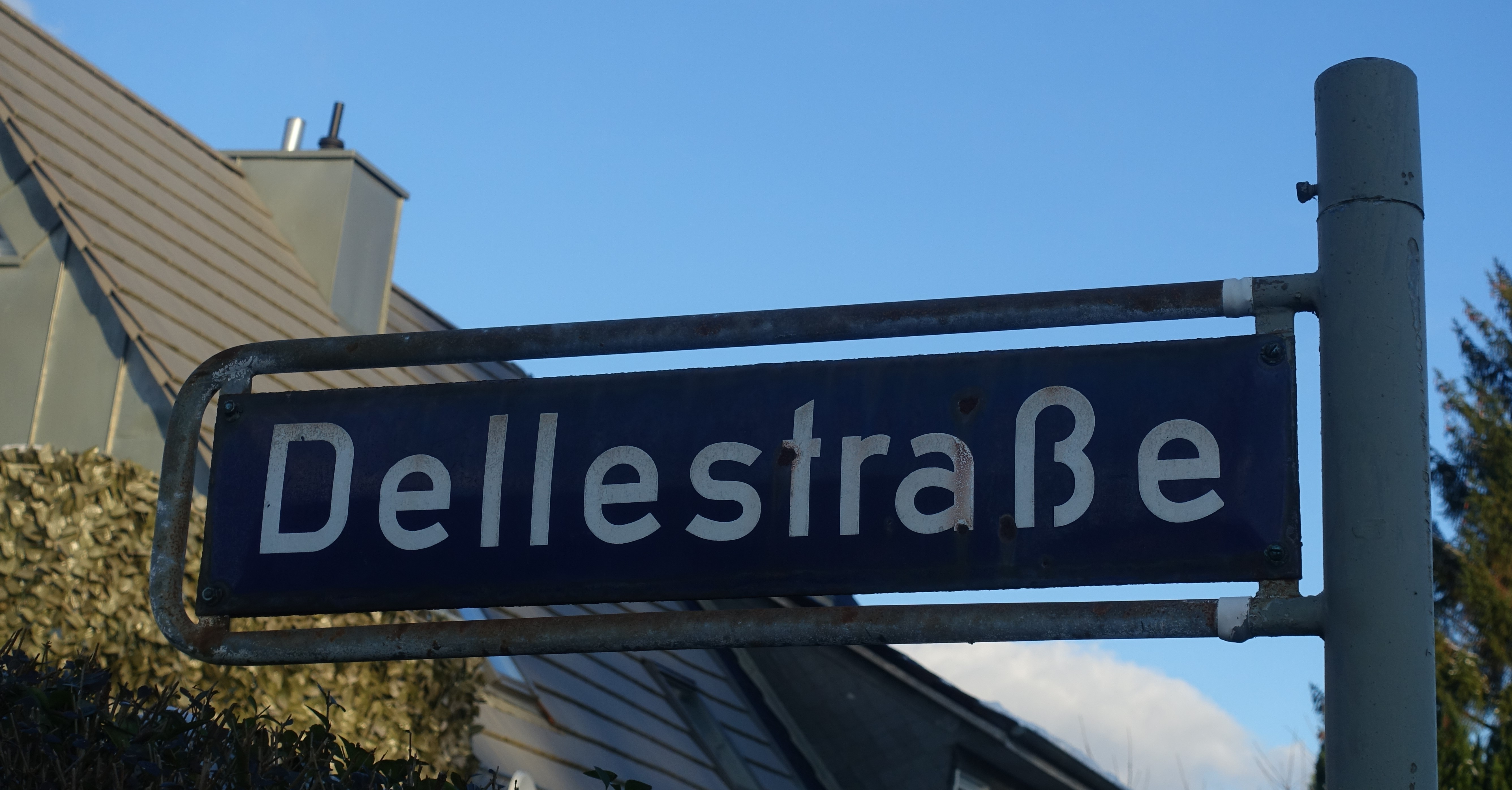
Dellestraße in Hamburg-Jenfeld

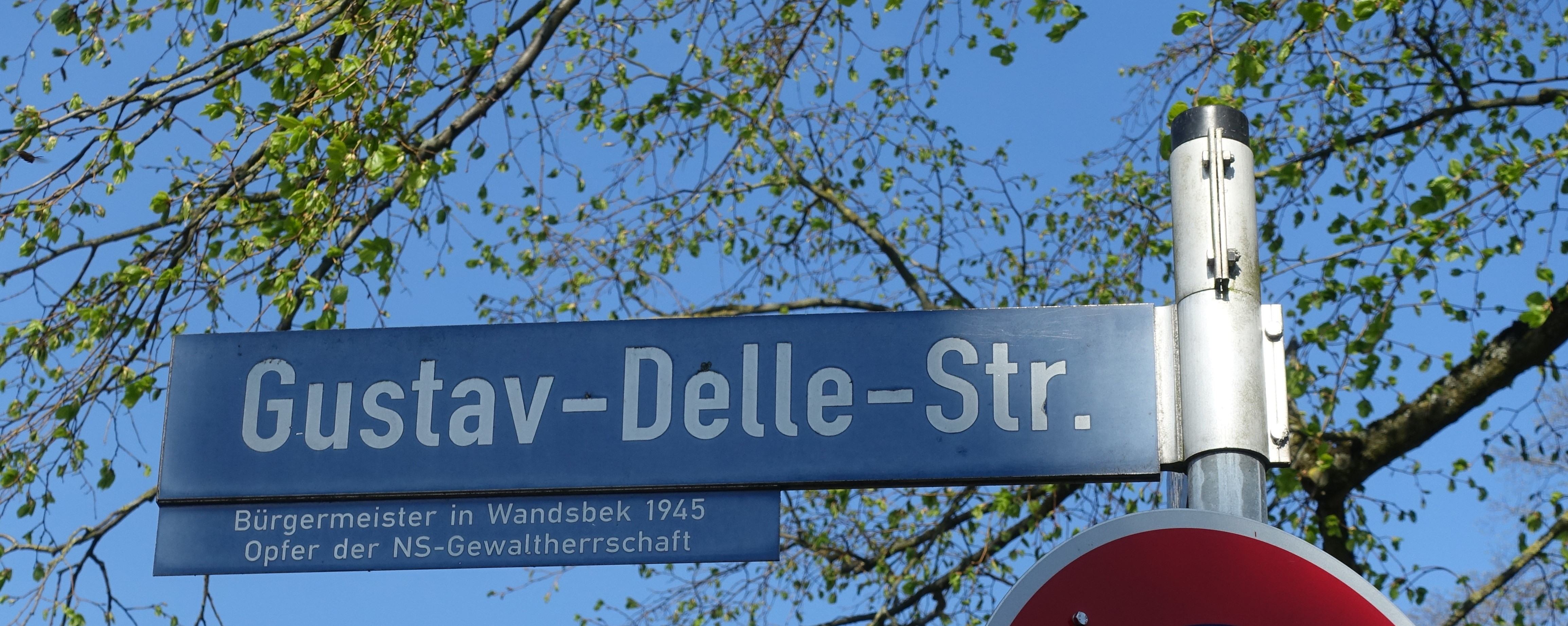
Gustav-Delle-Straße in Ahrensburg

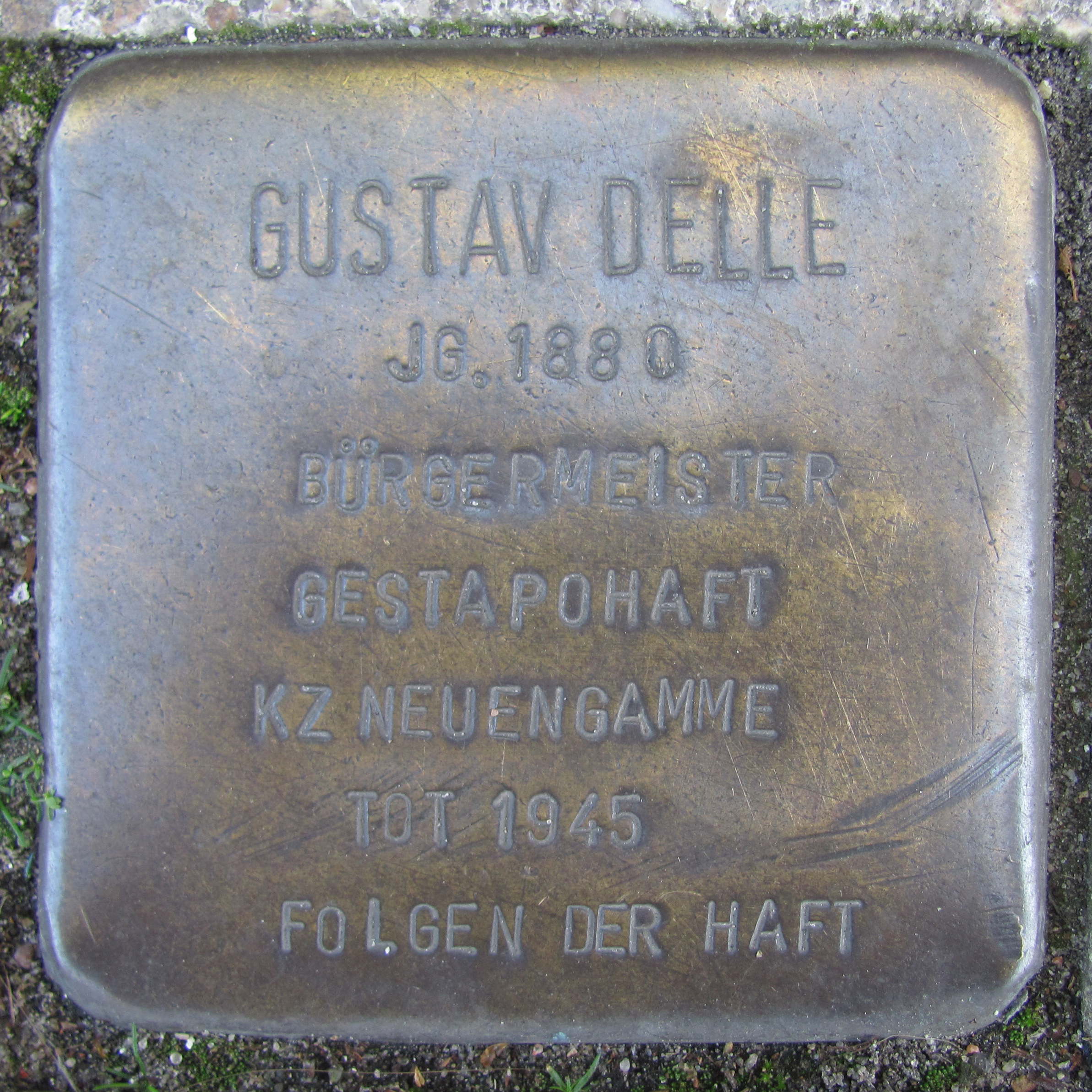

## Anerkennung
- In Ahrensburg wurde 1980 die Gustav-Delle-Straße in der Nähe seines früheren Wohnsitzes in Ahrensburg nach ihm benannt.
- In Hamburg-Jenfeld wurde 1947 die Dellestraße nach ihm benannt.[4]
- Ein Stolperstein für Gustav Delle wurde direkt vor dem Eingang des Bezirksamtes Hamburg-Wandsbek, Schlossstraße 60 verlegt.